# Chris-Kévin Nadje
Chris-Kévin Nadje (4 agosto 2001) è un calciatore ivoriano, centrocampista del Feyenoord.

## Carriera

### Club
Nadje ha giocato nelle giovanili di Feignies-Aulnoye e Lens prima di approdare al Laval nel 2020. Dopo tre stagioni trascorse con la squadra riserve, nel 2023 è stato acquistato dal Versailles con cui ha debuttato il 18 agosto nell'incontro di Championnat National perso 2-1 contro il Martigues.
Il 14 giugno 2024 è stato acquistato dal Feyenoord, club della prima divisione olandese, con cui inizia la stagione 2024-2025 con la vittoria della supercoppa olandese.

### Nazionale
Ha giocato nella nazionale ivoriana Under-23.

## Statistiche

### Presenze e reti nei club
Statistiche aggiornate al 22 gennaio 2025.
| Stagione        | Squadra         | Campionato      | Campionato | Campionato | Coppe nazionali | Coppe nazionali | Coppe nazionali | Coppe continentali | Coppe continentali | Coppe continentali | Altre coppe | Altre coppe | Altre coppe | Totale | Totale |
| Stagione        | Squadra         | Comp            | Pres       | Reti       | Comp            | Pres            | Reti            | Comp               | Pres               | Reti               | Comp        | Pres        | Reti        | Pres   | Reti   |
| --------------- | --------------- | --------------- | ---------- | ---------- | --------------- | --------------- | --------------- | ------------------ | ------------------ | ------------------ | ----------- | ----------- | ----------- | ------ | ------ |
| 2020-2021       | Laval 2         | N3              | 5          | 0          | -               | -               | -               | -                  | -                  | -                  | -           | -           | -           | 5      | 0      |
| 2021-2022       | Laval 2         | N3              | 18         | 0          | -               | -               | -               | -                  | -                  | -                  | -           | -           | -           | 18     | 0      |
| 2022-2023       | Laval 2         | N3              | 16         | 1          | -               | -               | -               | -                  | -                  | -                  | -           | -           | -           | 16     | 1      |
| Totale Laval 2  | Totale Laval 2  | Totale Laval 2  | 39         | 1          |                 | -               | -               |                    | -                  | -                  |             | -           | -           | 39     | 1      |
| 2023-2024       | Versailles      | N1              | 31         | 7          | CF              | 1               | 0               | -                  | -                  | -                  | -           | -           | -           | 32     | 7      |
| 2024-2025       | Feyenoord       | E               | 8          | 0          | CO              | 2               | 0               | UCL                | 3                  | 0                  | SO          | -           | -           | 13     | 0      |
| Totale carriera | Totale carriera | Totale carriera | 78         | 8          |                 | 3               | 0               |                    | 3                  | 0                  |             | -           | -           | 84     | 8      |

## Palmarès

### Club

#### Competizioni nazionali
- Supercoppa dei Paesi Bassi: 1

Feyenoord: 2024